# Rush (hudební skupina)
Rush byla kanadská rocková skupina založená roku 1968 ve městě Willowdale u Toronta ve státě Ontario. Sestavu tvořili především Geddy Lee (zpěv, baskytara, klávesy), Alex Lifeson (kytary) a Neil Peart (bicí, perkuse). Původní sestavu tvořili Lifeson, bubeník John Rutsey a baskytarista a zpěvák Jeff Jones, kterého Lee okamžitě nahradil. Po Leeho příchodu kapela prošla několika změnami sestavy, než se ustálila klasická power trio formace s příchodem Pearta v červenci 1974, který Rutseyho nahradil čtyři měsíce po vydání eponymního debutového alba; tato sestava zůstala nezměněná po zbytek kariéry kapely.
Rush poprvé dosáhli středního úspěchu s druhým albem Fly by Night (1975). Komerční neúspěch dalšího alba Caress of Steel, vydaného sedm měsíců po Fly by Night, málem vedl k tomu, že je tehdejší vydavatelství Mercury Records chtělo propustit. Čtvrté album 2112 (1976) znovu nastartovalo jejich popularitu a stalo se jejich prvním albem, které se dostalo do Top 5 kanadského žebříčku RPM Top Albums Chart. Další dvě alba, A Farewell to Kings (1977) a Hemispheres (1978), byla také úspěšná; první z nich bylo jejich prvním albem, které se dostalo do UK Albums Chart. Největšího komerčního úspěchu dosáhla kapela v 80. a 90. letech, kdy většina alb bodovala vysoko v Kanadě, USA i Británii, například Permanent Waves (1980), Moving Pictures (1981), Signals (1982), Grace Under Pressure (1984), Roll the Bones (1991), Counterparts (1993) a Test for Echo (1996). Rush pokračovali v nahrávání a vystupování až do roku 1997, poté následovala čtyřletá pauza kvůli osobním tragédiím v Peartově životě. Trio se znovu sešlo v 2001 a vydalo ještě tři studiová alba: Vapor Trails (2002), Snakes & Arrows (2007) a Clockwork Angels (2012). Rush odehráli své poslední koncerty v roce 2015, Peart se ještě téhož roku stáhl z hudby. Lifeson v lednu 2018 potvrdil, že kapela po turné R40 nebude pokračovat, což definitivně potvrdila Peartova smrt v lednu 2020. Lee a Lifeson spolu od Peartovy smrti příležitostně spolupracují, například při vystoupení na 25. výročí South Parku a na poctách nedávno zesnulému bubeníkovi Foo Fighters Tayloru Hawkinsovi v roce 2022.
Rush jsou známí svou virtuózní hráčskou technikou, komplexními skladbami a pestrými lyrickými motivy, které čerpaly hlavně ze sci-fi, fantasy a filozofie. Styl kapely se během let měnil: od bluesem inspirovaného hard rocku přes progresivní rock až po období 80. let, kdy hojně využívali syntezátory, než se v 90. letech a na začátku tisíciletí vrátili ke kytarově orientovanému hard rocku. Clockwork Angels znamenalo návrat k progresivnímu rocku. Členové Rush byli uznáváni jako jedni z nejlepších hráčů na své nástroje, za což získali řadu ocenění v anketách čtenářů hudebních časopisů.
K roku 2024 jsou Rush na 90. místě v USA s prodejem 26 milionů alb, přičemž odhady průmyslu uvádějí celosvětový prodej přes 42 milionů alb. Získali 14 platinových a 3 multi-platinová alba v USA a 17 platinových v Kanadě. Rush byli nominováni na sedm cen Grammy, získali deset cen Juno a v roce 2009 obdrželi International Achievement Award na SOCAN Awards. Kapela byla uvedena do Canadian Music Hall of Fame v roce 1994 a do Rock and Roll Hall of Fame v roce 2013. Kritici považují Rush za jednu z největších rockových kapel všech dob.

## Členové skupiny
- Geddy Lee – baskytara, zpěv, klávesy, mellotron, basové a syntetizérové pedály, elektrická a akustická kytara (září 1968–2018)
- Alex Lifeson – šesti a dvanáctistrunné elektrické kytary, klasická kytara, mandolína, Bouzouki, doprovodný zpěv, basové a syntetizérové pedály, (léto 1968–2018)
- Neil Peart – bicí, elektronické a akustické perkusy, textař (červenec 1974–2018)

### Bývalí členové
- John Rutsey – bicí, perkusy, doprovodný zpěv (léto 1968–červenec 1974)
- Jeff Jones – baskytara, sólový zpěv (léto 1968)
- Lindy Young – klávesy, kytara, zpěv, doprovodný zpěv, harmonika, bicí (1968–69)
- Joe Perna – basová kytara, zpěv (1969)
- Mitchell Bossi – kytara, doprovodný zpěv (1971)
- Gerry Fielding – bicí (1973)

## Diskografie

### Studiová alba
- Rush (1974)
- Fly by Night (1975)
- Caress of Steel (1975)
- 2112 (1976)
- A Farewell to Kings (1977)
- Hemispheres (1978)
- Permanent Waves (1980)
- Moving Pictures (1981)
- Signals (1982)
- Grace Under Pressure (1984)
- Power Windows (1985)
- Hold Your Fire (1987)
- Presto (1989)
- Roll the Bones (1991)
- Counterparts (1993)
- Test for Echo (1996)
- Vapor Trails (2002)
- Feedback (2004)
- Snakes & Arrows (2007)
- Clockwork Angels (2012)